# Yuki-onna
Yuki-onna (雪女 (tuyết nữ)) là một hồn ma hay yêu quái (yōkai) trong văn hóa dân gian Nhật Bản. Cô ta thường được miêu tả trong văn học Nhật Bản, phim ảnh hoặc hoạt hình.

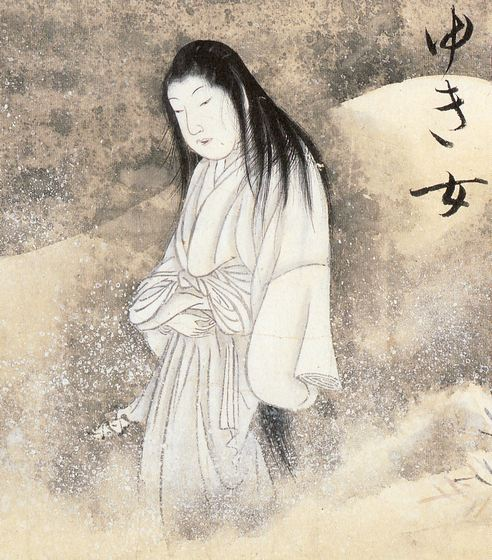
Yuki-onna (ゆき女) từ Bách Quái Đồ Quyển bởi Sawaki Suushi

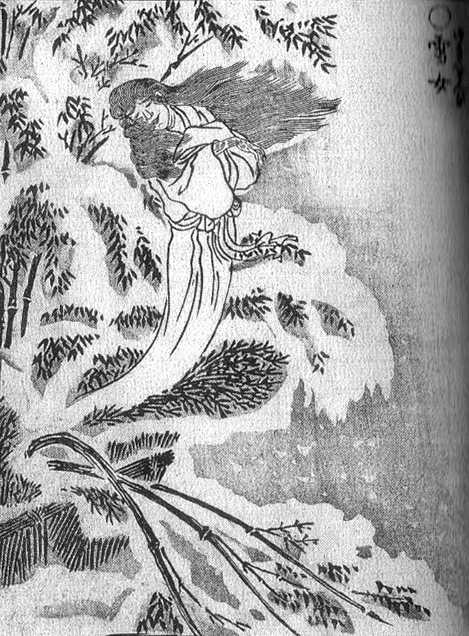
Yuki-onna (雪女) từ Họa Đồ Bách Quỷ Dạ Hành bởi Toriyama Sekien

Yuki-onna còn có những tên khác như yuki-musume (雪娘 (tuyết nương)), yuki-onago (雪女子 (tuyết nữ tử)), yukijorō (雪女郎 (tuyết nữ lang)), yuki anesa (雪姊 (tuyết tỷ)), yuki-onba (雪乳母 (tuyết nhũ mẫu)), yukinba (雪婆 (tuyết bà)) ở Ehime, yukifuri-baba (雪降り婆 (tuyết giáng bà)) ở Nagano. Chúng còn được gọi bằng một vài cái tên có liên quan tới băng trụ như tsurara-onna (氷柱女 (băng trụ nữ)), kanekori-musume (カネコリ娘 (băng trụ nương)), và shigama-nyōbō (シガマ女房 (băng trụ nữ phòng) shigama là phương ngữ vùng Tây Aomori có nghĩa là 'băng trụ', còn nyōbō có nghĩa là 'người vợ')